# WrestleMania VI
WrestleMania VI è stata la sesta edizione di WrestleMania, il principale evento in pay-per-view prodotto dalla World Wrestling Federation. Si è tenuta il 1º aprile 1990 allo SkyDome di Toronto con una presenza dichiarata di 67.678 spettatori, record per la struttura.
L'evento, oltre che per l'enorme numero di persone presenti ad assistere, è ricordato anche e soprattutto per il suo incontro principale, che vide contrapposti il campione del mondo Hulk Hogan e il campione intercontinentale The Ultimate Warrior in un match in cui entrambi i titoli erano in palio. Altro incontro degno di nota è quello che vide Brutus Beefcake battere Mr. Perfect terminando la lunga striscia di imbattibilità di quest'ultimo (anche se Hennig era stato effettivamente battuto in un house show prima di WrestleMania).

## Produzione
Robert Goulet cantò un'interpretazione di O Canada prima dello show.
Questa fu l'ultima edizione di WrestleMania ad avere Jesse Ventura come commentatore.

### Celebrità presenti
I WWE Hall of Famers e più volte Campioni del Mondo Edge e Christian erano presenti, così come Lance Storm e Renee Young. Un giovane Stephen Amell, che sarebbe poi diventato una star come Oliver Queen nella serie tv Arrow, che disputò un match a SummerSlam, era tra il pubblico. Mary Tyler Moore era seduta a bordo ring, e ci fu un segmento nel backstage con Steve Allen e i The Bolsheviks. L'editorialista Rona Barrett intervistò Miss Elizabeth durante l'evento.

## Main event
Il match che concluse questa edizione di WrestleMania passò alla storia come uno dei più belli di sempre. Nel Main Event infatti si affrontarono il campione intercontinentale Ultimate Warrior e il campione del mondo Hulk Hogan. La novità stava nel fatto che fosse il primo match tra due face della federazione, nonché del primo champion vs champion nella storia di WrestleMania. La vittoria finale fu di Ultimate Warrior, mentre per Hogan si trattò di una delle poche sconfitte pulite in carriera.

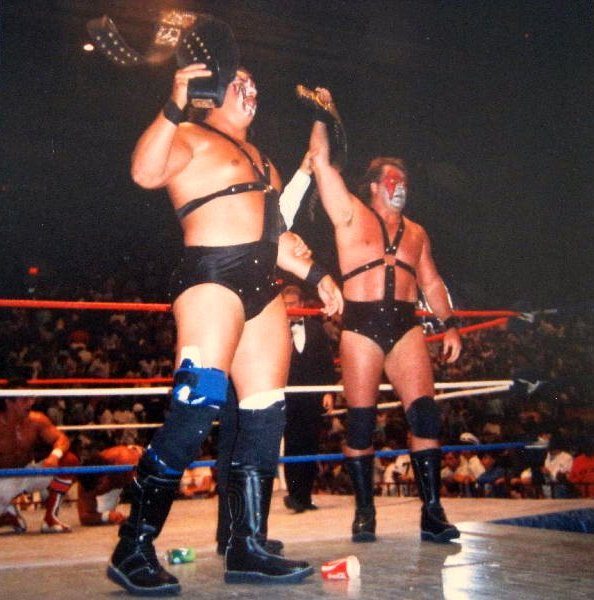
I Demoliton vinsero il WWF Tag Championship

## Conseguenze
Poiché il campione intercontinentale The Ultimate Warrior sconfisse Hulk Hogan vincendo il WWF World Heavyweight Championship, Warrior fu privato del titolo intercontinentale, visto che le regole allora vietavano che un wrestler avesse 2 o più titoli. Il titolo fu riassegnato con un torneo di otto uomini, disputato a Superstars, vinto da Mr. Perfect che sconfisse Tito Santana in finale.
Nel frattempo Hogan lottò diversi match in Giappone poco dopo Wrestlemania VI, ma poco dopo cominciò un feud con il lottatore di 470 libbre, Earthquake. La loro rivalità si riscaldò quando Earthquake attaccò Hogan a "The Brother Love Show" nel mese di maggio. I presentatori spiegarono che le ferite di Hogan causate dall'attacco e la sconfitta contro Warrior abbiano indotto Hogan a ritirarsi. Gli spettatori, per cercare di non farlo andare via, gli scrissero. Hogan tornò a SummerSlam 1990 e ottenne la sua vendetta su Earthquake, e lo sconfisse in tutti i match svolti nei primi mesi del 1991.
Subito dopo la perdita dei tag team championship dei Colossal Connection contro i Demolition, il manager dei Colossal Bobby "The Brain" Heenan cominciò a sgridare Andre the Giant sul ring, accusandolo di essere stato lui a far perdere la sua squadra e schiaffeggiandolo. Andre afferrò Heenan e lo lanciò fuori dal ring; quando Haku tentò di attaccare Andre, egli afferrò la sua gamba e lanciò anch'egli fuori dal ring. Questo rese The Giant face per la prima volta dopo tre anni. Andrè fece il suo ultimo match televisivo in WWF in Giappone, nel mesi di aprile per problemi di salute, legati all'acromegalia. Andrè tornò in WWF nel 1990 per diverse apparizioni (non match) fino al 1991; la salute di Andrè continuò a peggiorare, e morì il 27 gennaio 1993. Nel frattempo, i Demolition iniziarono un lento turn heel durante la tarda primavera e all'inizio dell'estate del 1990, con l'aggiunta di un terzo membro, Crush, alla squadra.
Questo fu l'ultimo pay-per-view commentato da Jesse Ventura. Egli continuò il suo ruolo di commentatore per WWF Superstars fino ad agosto del 1990, quando abbandonò la federazione.

### Hogan vs. Warrior II
Al pay-per-view organizzato dalla WCW, federazione rivale della WWF, Halloween Havoc, svolto il 25 ottobre del 1998, organizzarono il re-match tra Hogan e Warrior, chiamato dal giornalista WWE Kevin Powers "una disastrosa rivincita di WrestleMania VI". Hogan sconfisse Ultimate con un aiuto esterno, dando a ciascun uomo una vittoria a testa. Il match fu criticato moltissimo, e viene considerato il momento peggiore della storia del wrestling. Bischoff disse che volle far vincere Hulk per far sì che Warrior non venisse considerato più forte di Hogan.

## Risultati
| #          | Match | Stipulazioni                                                                | Durata |
| ---------- | --- | --------------------------------------------------------------------------- | ------ |
| Dark match | Paul Roma ha sconfitto The Brooklyn Brawler                                                                   | Single match                                                                | N/A    |
| 1          | Rick Martel ha sconfitto Koko B. Ware                                                                         | Single match                                                                | 03:51  |
| 2          | Demolition hanno sconfitto The Colossal Connection (c) (con Bobby Heenan)                                     | Tag team match per il WWF Tag Team Championship                             | 09:30  |
| 3          | Earthquake (con Jimmy Hart) ha sconfitto Hercules                                                             | Single match                                                                | 04:52  |
| 4          | Brutus Beefcake ha sconfitto Mr. Perfect (con The Genius)                                                     | Single match                                                                | 07:48  |
| 5          | Roddy Piper vs. Bad News Brown termina in un doppio countout                                                  | Single match                                                                | 06:48  |
| 6          | The Hart Foundation ha sconfitto The Bolsheviks                                                               | Tag team match                                                              | 00:19  |
| 7          | The Barbarian (con Bobby Heenan) ha sconfitto Tito Santana                                                    | Single match                                                                | 04:33  |
| 8          | Dusty Rhodes e Sapphire (con Miss Elizabeth) hanno sconfitto Randy Savage e Sensational Queen Sherri          | Mixed tag team match                                                        | 07:52  |
| 9          | The Orient Express (con Mr. Fuji) hanno sconfitto The Rockers per countout                                    | Tag team match                                                              | 07:38  |
| 10         | Jim Duggan ha sconfitto Dino Bravo (con Jimmy Hart e Earthquake)                                              | Single match                                                                | 04:15  |
| 11         | Ted DiBiase (c) (con Virgil) ha sconfitto Jake Roberts per countout                                           | Single match per il Million Dollar Championship                             | 11:50  |
| 12         | Big Boss Man ha sconfitto Akeem (con Slick)                                                                   | Single match                                                                | 01:49  |
| 13         | Rick Rude (con Bobby Heenan) ha sconfitto Jimmy Snuka                                                         | Single match                                                                | 03:59  |
| 14         | The Ultimate Warrior (WWF Intercontinental Champion) ha sconfitto Hulk Hogan (WWF World Heavyweight Champion) | Single match per il WWF Intercontinental Championship e il WWF Championship | 22:51  |